# Gerry Kelly
Gerard Kelly ( irlandais : Gearard Ó Ceallaigh; né le 5 avril 1953) est un homme politique républicain irlandais et ancien volontaire de l'armée républicaine irlandaise provisoire (PIRA) qui a joué un rôle de premier plan dans les négociations qui ont abouti à l'Accord du Vendredi saint le 10 avril 1998. Il est actuellement membre de Ard Chomhairle (exécutif national) du Sinn Féin et membre de l'Assemblée d'Irlande du Nord (MLA) pour le nord de Belfast.

## Jeunesse
Kelly est né à Lower Falls Road, à Belfast en 1953, dans une fratrie de 11 frères et sœurs. Il fait ses études à l'école primaire St Finian, dans le quartier de Falls Road, et plus tard à l'école secondaire St Peter à Britton's Parade, toujours à Belfast. Kelly rejoint le mouvement violent républicain en janvier 1972.

## Attaque d'Old Bailey
L'IRA dissimule quatre voitures piégées à Londres le 8 mars 1973. Deux des voitures piégées sont désamorcées: une bombe à engrais dans une voiture devant la poste à Broadway et une devant le studio de radio des forces armées de la BBC à Dean Stanley Street. Les deux autres ont explosé, l'une près de Old Bailey et l'autre au ministère de l'Agriculture de Whitehall. À la suite des explosions, une personne est décédée et près de 200 autres ont été blessées.
Kelly, alors âgé de 19 ans, et huit autres personnes sont reconnus coupables de diverses accusations liées aux attentats à la bombe du 14 novembre 1973. Kelly est reconnu coupable et condamné à deux peines d'emprisonnement à perpétuité plus vingt ans.

## Emprisonnement et grève de la faim
Après leur incarcération en Angleterre, Kelly et les autres prisonniers entament une grève de la faim pour réclamer le statut de prisonnier politique et être transférés dans des prisons d'Irlande du Nord. Après 60 jours de grève de la faim, au cours desquels il a par la suite expliqué avoir été gavé de force par des agents pénitentiaires, Kelly est transféré à la prison HMP Maze en Irlande du Nord en avril 1975.
Alors qu'il est emprisonné à Long Kesh, Kelly fait plusieurs tentatives d'évasion en 1977, 1982 et 1983. Le 25 septembre 1983, Kelly participe à l'évasion de la prison Maze, la plus grande évasion de prisonniers en Europe depuis la Seconde Guerre mondiale et dans l'histoire des prisons britanniques,. Kelly, avec 37 autres prisonniers républicains, armés de six armes de poing, détourne un camion de la prison et se fraie un chemin hors du Maze contre 40 gardiens de prison et 28 systèmes d'alarme. Pendant l'évasion, Kelly tire dans la tête d'un agent de la prison, qui tentait de déjouer l'évasion, avec une arme à feu qui avait été introduite clandestinement dans la prison. L'officier a survécu.
Après l'évasion, Kelly est en fuite pendant trois ans et s'est de nouveau impliquée dans une unité de service actif en Europe. Pendant sa fuite, Kelly affirme avoir été aidé dans son évasion par "toutes sortes de personnes", notamment d'éminents supporters du Fianna Fáil et du Fine Gael en république d'Irlande.
Le 16 janvier 1986, Kelly est arrêté aux Pays-Bas avec Brendan "Bik" McFarlane dans leur appartement d'Amsterdam. Au moment de leur arrestation, des espèces en plusieurs devises, des cartes et de faux passeports ainsi que les clés d'un conteneur de stockage contenant 14 fusils, 100 000 cartouches et du nitrobenzène sont récupérés par la police néerlandaise,.
Le 4 décembre 1986, les deux hommes sont extradés des Pays-Bas vers le Royaume-Uni par hélicoptère de la RAF et sont renvoyés à la prison de Maze . Le 2 juin 1989, Kelly est libéré conformément aux conditions d'extradition convenues avec les autorités néerlandaises.

## Carrière politique
À sa sortie de prison, Kelly s'implique activement dans la politique, devenant un membre éminent du Sinn Féin. Kelly et Martin McGuinness, membre du Sinn Féin, se sont tous deux engagés dans de longues négociations secrètes avec des représentants du gouvernement britannique de 1990 à 1993 . Kelly publie également un recueil de poésie, Words from a Cell, en 1989. Kelly joue un rôle dans les négociations du processus de paix en Irlande du Nord qui aboutissent à l'accord du Vendredi saint le 10 avril 1998. Pour promouvoir le processus de paix, il s'est entretenu avec Nelson Mandela, Thabo Mbeki, Bill Clinton, Tony Blair et Bertie Ahern.
Le 27 juin 1998, il est élu à l'Assemblée d'Irlande du Nord. Il est vice-président du comité de développement social à l'Assemblée de 1998-2003, et est actuellement porte-parole du Sinn Féin pour la police et la justice, et membre politique du conseil de police d'Irlande du Nord.
Kelly est un représentant du Sinn Féin lors des discussions présidées par Richard Haass en 2013 sur les questions litigieuses en Irlande du Nord.
Il est victime d'un attentat à son domicile en mars 2021.